# Geusenfriedhof
Der Geusenfriedhof in Köln-Lindenthal ist der älteste evangelische Friedhof des Rheinlandes. Bei seiner Erstbelegung im Jahre 1584 befand er sich außerhalb der Stadttore Kölns und bot während der Gegenreformation zunächst die einzige Möglichkeit der Bestattung evangelischer Christen.
Die Bezeichnung ist auf niederländische Protestanten zurückzuführen, die als Glaubensflüchtlinge nach Köln kamen und als Geusen bezeichnet wurden. Geusen (abgeleitet aus französisch gueux, „Bettler“) nannten sich die niederländischen Freiheitskämpfer während des Achtzigjährigen Krieges (1568–1648).

## Geschichte

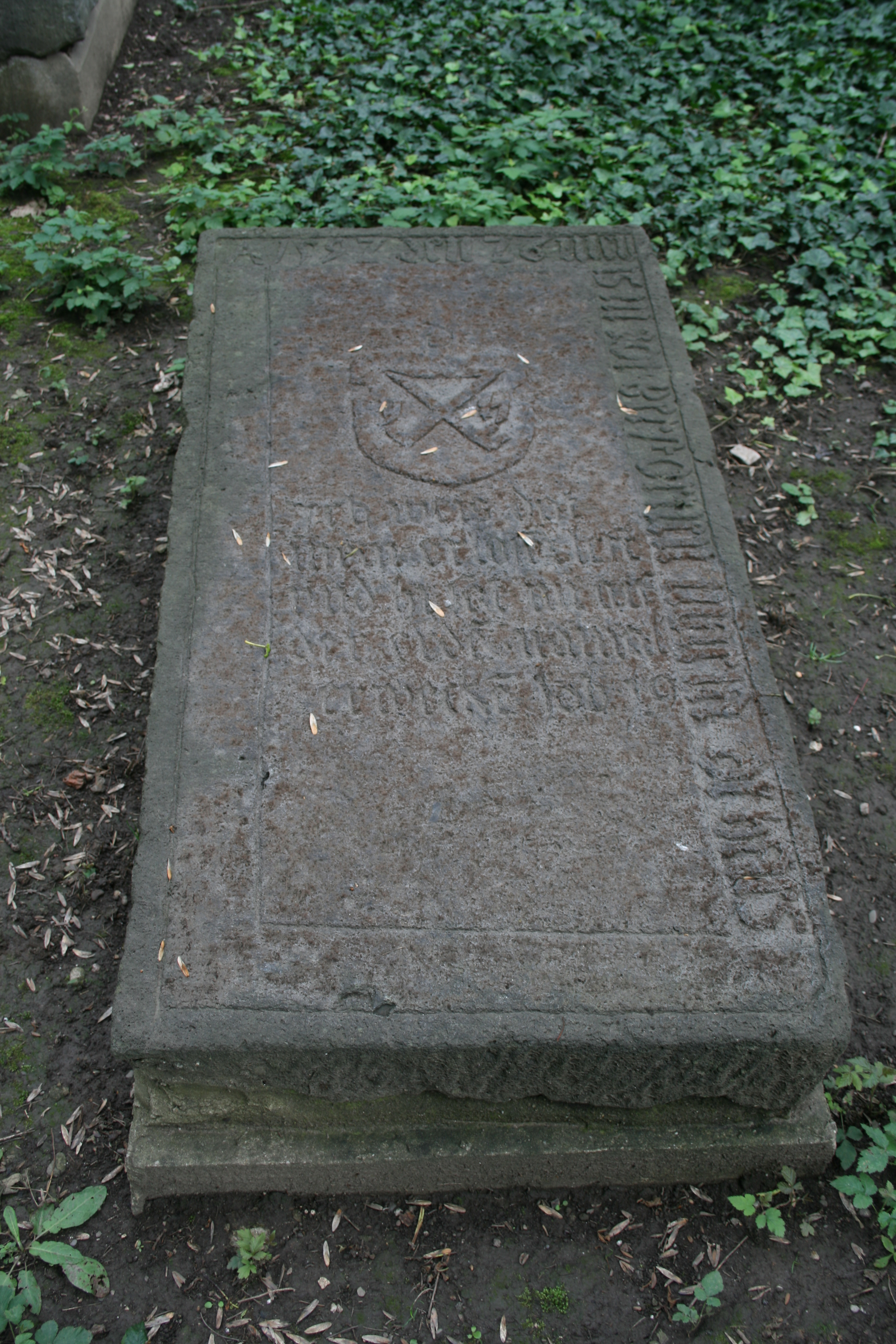
Älteste erhaltene große Grabplatte aus dem Jahr 1597 (2007)

Im katholischen Köln des 16. Jahrhunderts unterlagen Menschen, die sich offen zu den Schriften und Lehren Martin Luthers bekannten, der Verfolgung durch den einflussreichen Klerus. So wurden im Jahre 1529 protestantische Reformatoren wie Adolf Clarenbach und Peter Fliesteden durch Verbrennung hingerichtet. Die in Köln heimischen Anhänger der Reformation – neben den als Glaubensflüchtlinge eingewanderten niederländischsprachigen „Geusen“ gab es auch deutschsprachige Gemeinden der Lutheraner und Reformierten sowie eine französischsprachige reformierte Gemeinde – praktizierten ihren Glauben angesichts der feindlichen Bedingungen in Köln weitgehend verdeckt. Es gilt als wahrscheinlich, dass zunächst Pfarrer aus der damals in Glaubensfragen toleranteren rechtsrheinischen Stadt Mülheim diese frühen Kölner Protestanten seelsorgerisch betreuten. 
Auch unter dem Kölner Erzbischof Salentin von Isenburg wurden die „Falschgesinnten“ ab 1570 im Zuge der Gegenreformation bekämpft – Verhör, Haft oder ein Verweis aus der Stadt drohten Bürgern, die etwa nicht am katholischen Gottesdienst teilnahmen oder sich bei den Prozessionen nicht am Blumenschmuck beteiligten. Neben der offenen Ausrichtung eines evangelischen Gottesdienstes waren auch protestantische Bestattungen im damaligen Köln nicht denkbar und vom Rat der Stadt seit 1583 verboten worden. Allenfalls auf dem Elendsfriedhof war eine Bestattung „Unkatholischer“ neben Selbstmördern und „Ehrlosen“ gestattet. Seit dem 23. Juli 1570 gab es in Köln wiederholt Ausweisungsbeschlüsse für „Geusen“, „fremde Kalviner“ und Lutheraner, so etwa auch im Sommer 1582. Nachdem die Katholikin Ursula von Gohr zu Kaldenbroek – Tochter des kaiserlichen Kammermeisters Ailf von Wyenhorst – 1576 der Stadt ein 2700 m² großes Grundstück vor dem Weyertor (südwestlich der Stadt) geschenkt hatte, konnte hierauf am 24. Juni 1576 ein protestantischer Friedhof eröffnet werden.
Die Kölner nannten ihn „Geusenfriedhof“ nach den protestantischen Geusen, den niederländischen Freiheitskämpfern des Achtzigjährigen Krieges. Der Rat der Stadt erließ hierfür strenge Begräbnisregeln. Diese sollten unauffällig und klein ausfallen, denn nur zwischen sechs und einem Dutzend Trauernden war die Begleitung der Totenkarre gestattet. Die erste Bestattung fand hier im Jahre 1582 statt; eine Erweiterung des Friedhofs erfolgte bereits 1584. Hermann von Weinsberg berichtete 1598, dass dort 1584 der protestantische Gelehrte Jakob Lichius und 1590 der evangelische Kupferstecher Frans Hogenberg beigesetzt wurden. Hier fanden auch der Kaufmann Nicolaus Spillieur (1603) oder der Maler Gottfried von Wedig (1641) ihre letzte Ruhestätte. Auch der Bürger Johannes Böcking zählte 1792 dazu, sein Grabstein ist heute noch erhalten. Beerdigungen gab es bis 1829, Einzelfälle auch danach bis 1875. Seit 1829 durften Protestanten auf dem seitdem überkonfessionellen Melaten-Friedhof beerdigt werden. Eines der letzten Begräbnisse war 1874 das vom Mathematiker Franz Taurinus. 
Im Zuge der Aufklärungsbewegung des 17./18. Jahrhunderts ergaben sich erste Verbesserungen für die evangelischen Kölner Bürger: Nach dem aus Sicht der Protestanten erfolglosen Kölner Toleranzstreit des Jahres 1787 gestattete Kaiserin Maria Theresia den Lutheranern und Reformierten 1788 ein „stilles Beth-, Schul- und Predigerhaus“, wovon diese Minderheit allerdings aus Vorsicht zunächst keinen Gebrauch machte. Auch die Belegung des Geusenfriedhofes wurde in Ermangelung einer Bestattungserlaubnis in Köln weiter fortgesetzt. Erst als während der Franzosenzeit 1794 französischen Revolutionstruppen die Stadt am Rhein besetzen und den Kölner Bürgern das Recht auf Religionsfreiheit zusicherten, feierten die bis dahin heimlichen Gemeinden ihren ersten öffentlichen Gottesdienst im angemieteten Saal des Hauses der Brauerzunft auf der Schildergasse. Ihr erstes eigenes Gotteshaus, die Antoniterkirche, bekamen sie 1802 von der französischen Stadtverwaltung.

## Gegenwart
In den 1980er Jahren begann die Evangelische Gemeinde mit Unterstützung des Landes Nordrhein-Westfalen eine Restaurierung von Grabsteinen und die Herrichtung des Geländes.
Das Grundstück mit altem Baumbestand ist heute auch durch den Einsatz ehrenamtlicher Helfer auf einem Rundweg und zwei Querwegen sicher begehbar. Die einzelnen Gräber sind nicht mehr mit Wegen erschlossen, zwischen ihnen ist der Boden dicht mit Efeu bewachsen. Einige der alten, liegenden Grabsteine wurden konserviert und auf neuen Sockeln gelagert, andere sind zugewachsen und verwittert. Die Anlage steht seit 1981 unter Denkmalschutz.

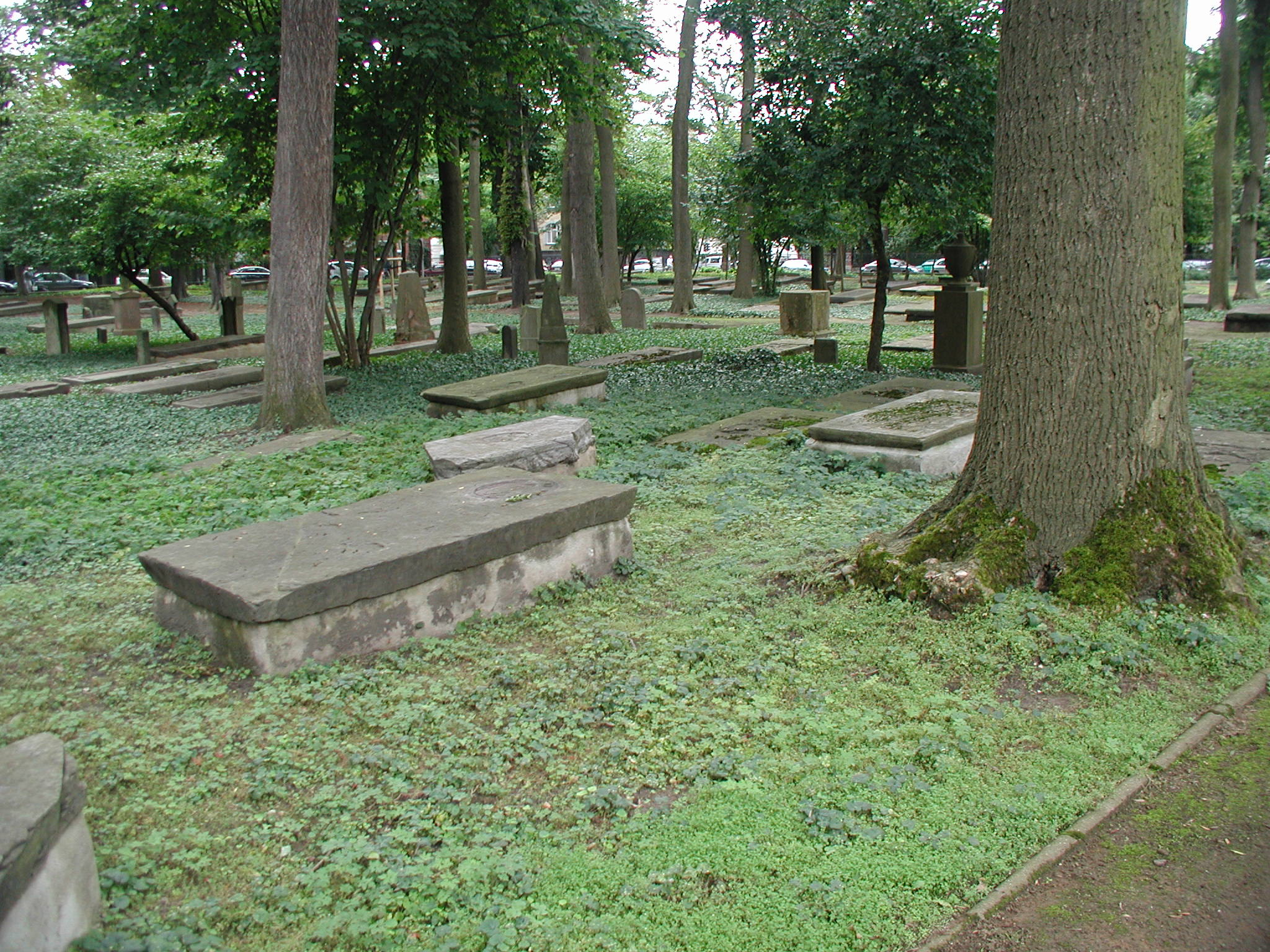
Gräber auf dem Geusenfriedhof
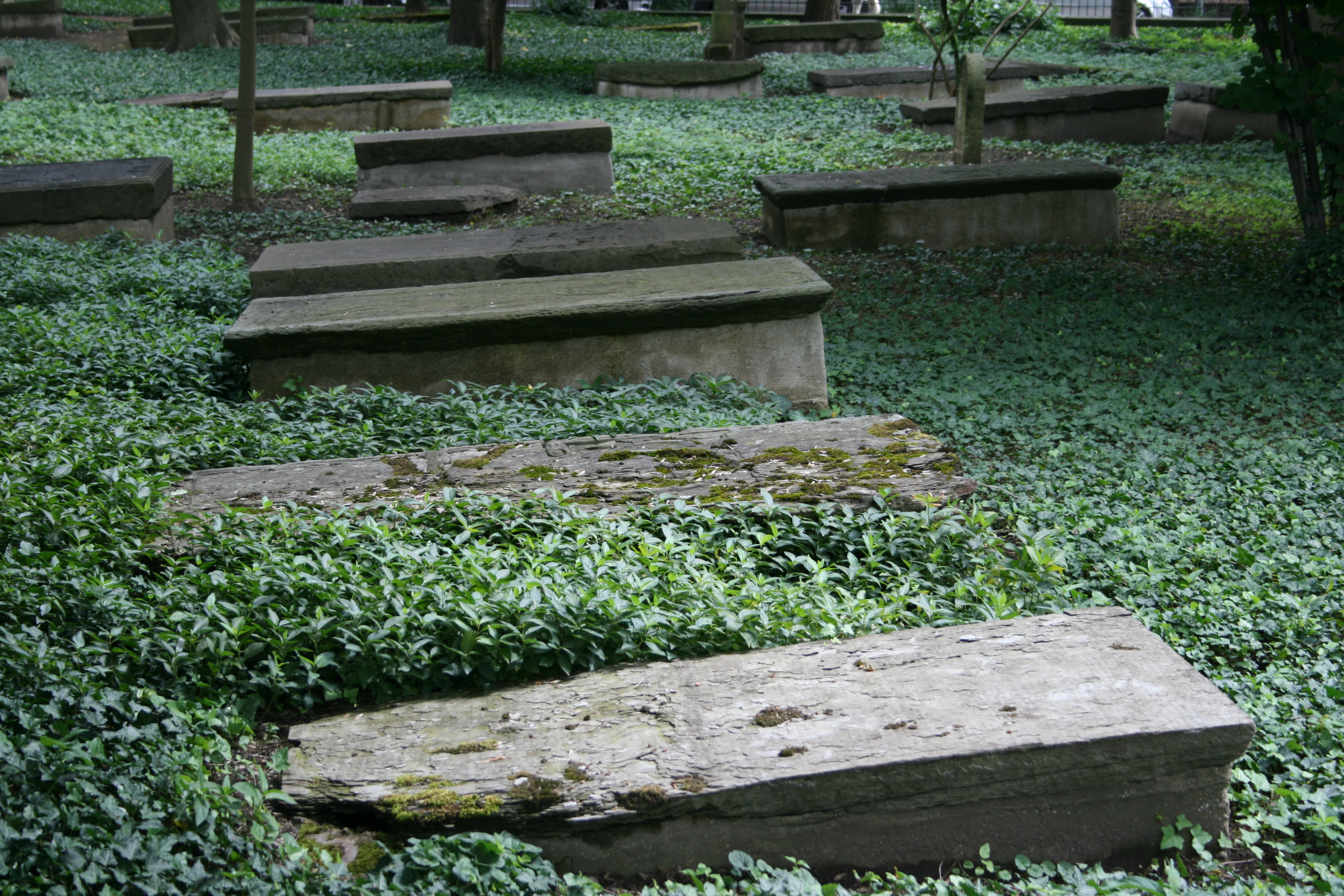
Liegende Grabsteine, die zu den ältesten des Friedhofs gehören
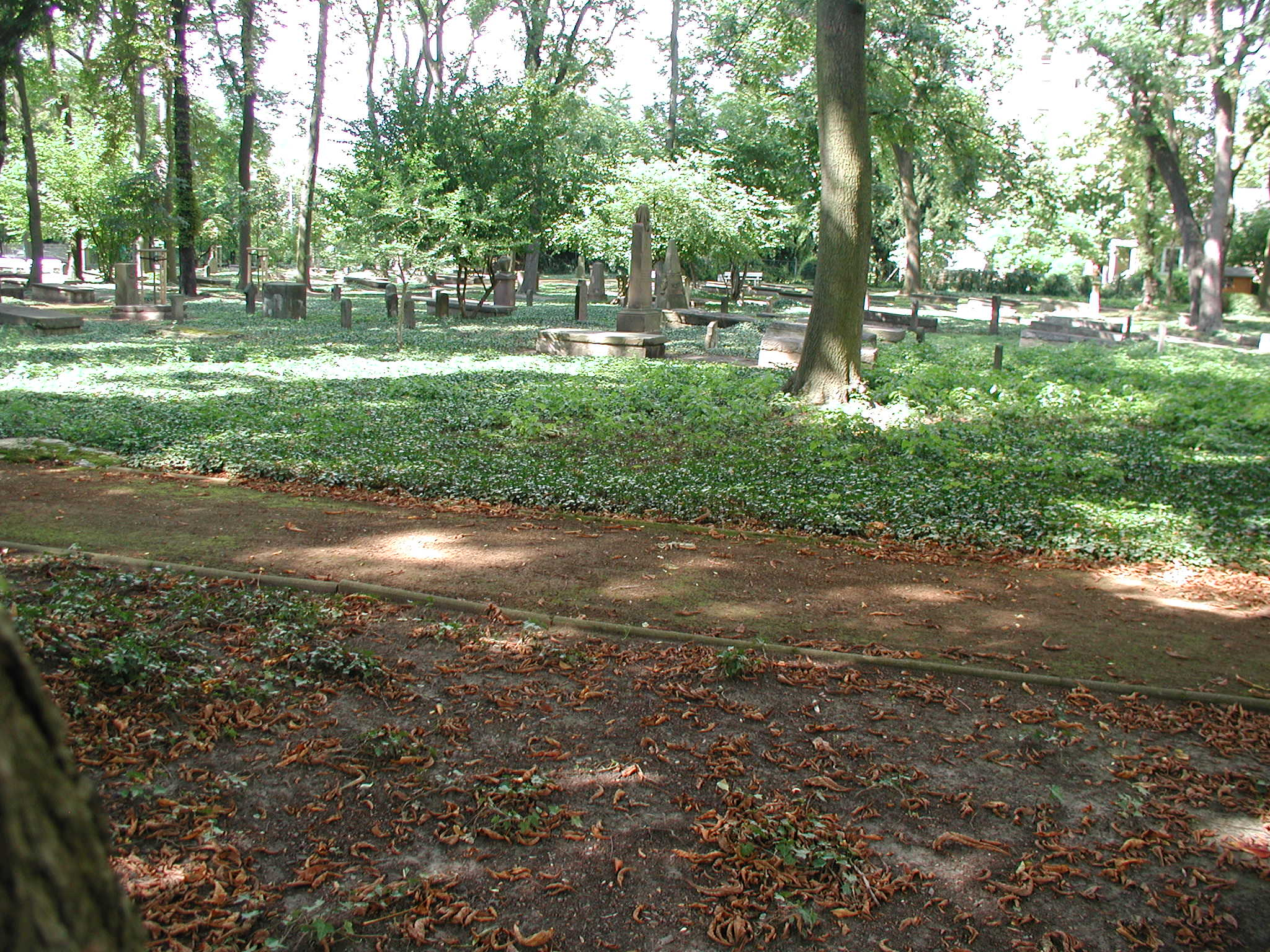
Blick über den Geusenfriedhof
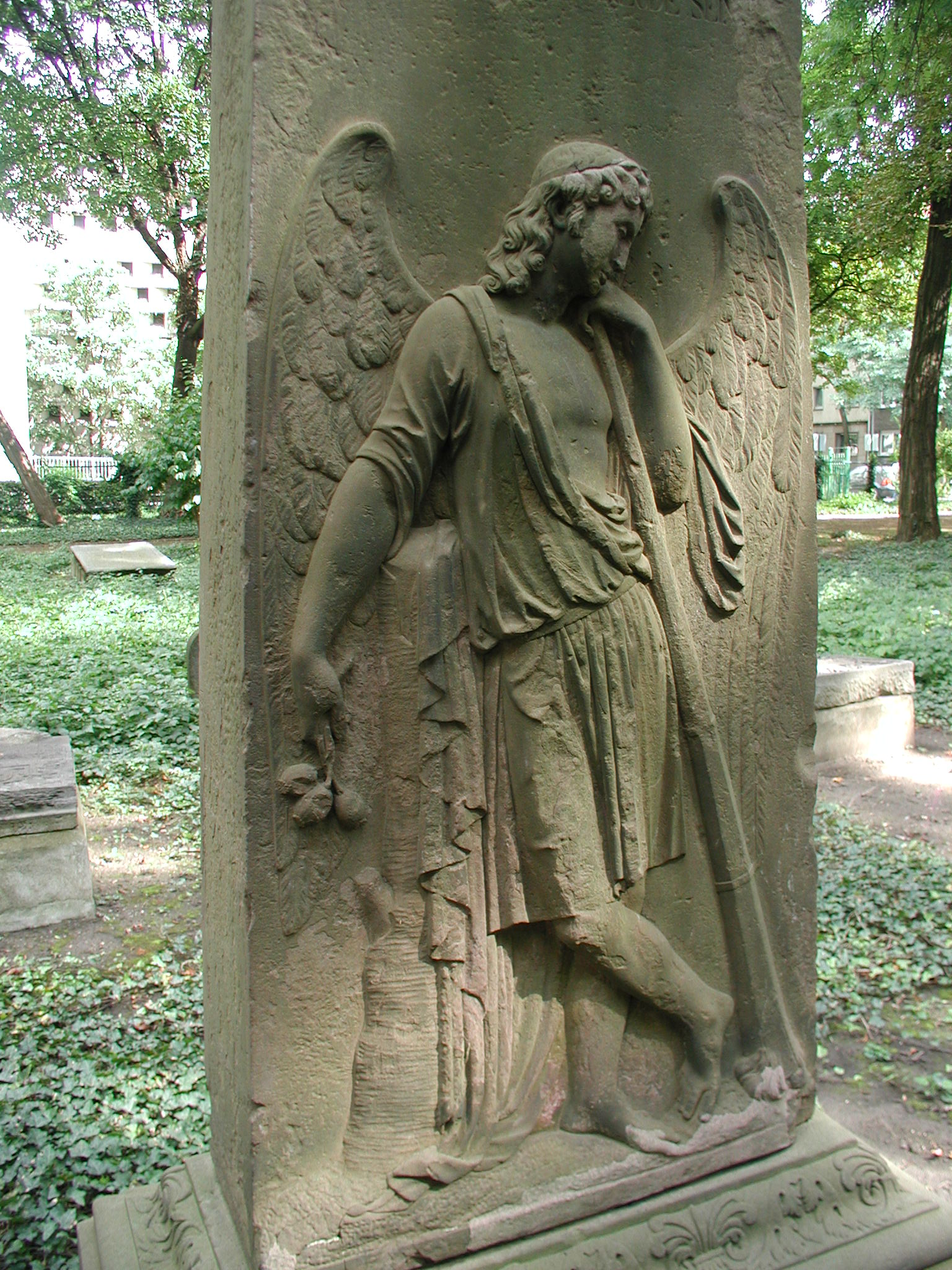
Grabstein, Detail
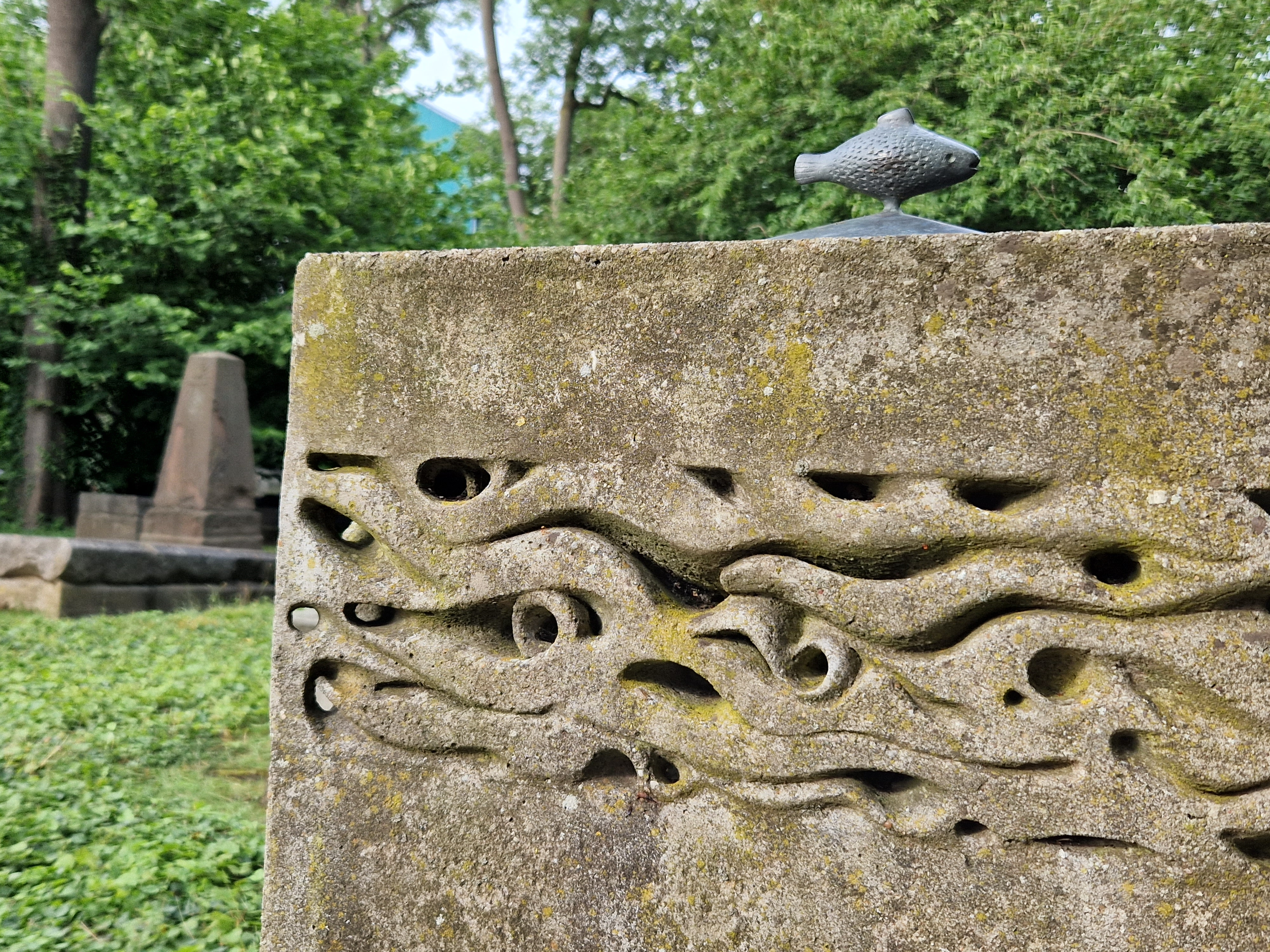
Altar mit Fisch (1964) aus dem Jeremiahaus

Heute ist der Geusenfriedhof ein wertvolles Zeugnis der Kölner Geschichte, er weist 144 liegende Platten, rund 50 niedrige Stelen und rund 30 Grabmale aus klassizistischer Zeit auf. Nach der Schließung des 1000 m entfernten Jeremiahauses im Jahr 2006 wurde der Altar aus der Kirche jenes Hauses zum Geusenfriedhof gebracht und in dessen Mitte aufgestellt. Dieser aus Sichtbeton gegossene Altar wurde 1964 von Wolfhard Röhrig geschaffen, er beinhaltet ein (inzwischen verschlossenes) bronzenes Taufbecken, und in die Betonflächen sind Wellen (Symbol der Taufe) sowie Ähren und Weinreben (Symbol fürs Abendmahl) eingearbeitet. Seit dem Umzug auf den Friedhof wird er bei besonderen Anlässen für Freiluft-Gottesdienste genutzt.

## Kunsthistorische Bedeutung

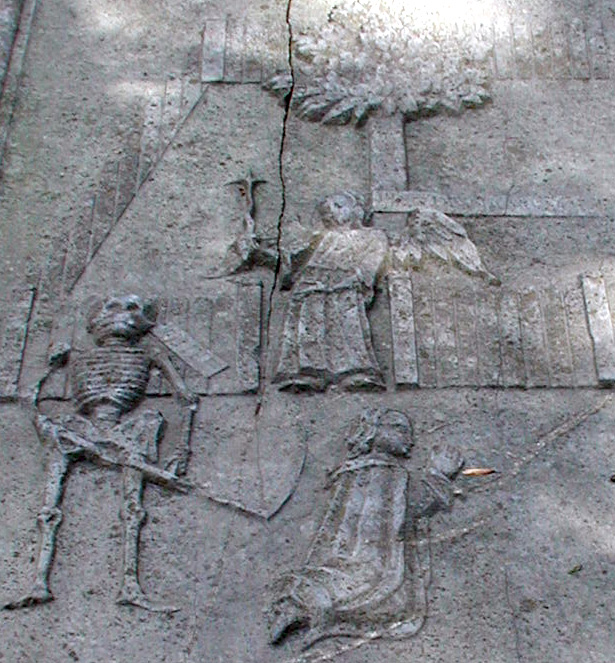
Detail der Grabplatte Johannes Böcking (1737–1762): Sensenmann betet mit Verstorbenem, Engel mit Flammenschwert bewacht das Paradies darüber

Viele Grabdenkmale des Geusenfriedhofes sind sowohl künstlerisch als auch gemeindegeschichtlich sehr bemerkenswert. Vor Aufkommen des Klassizismus zeigten die frühen Grabsteine gegenüber den zeitgenössischen katholischen Grabanlagen eine deutlich abweichende Formensprache, insofern sie auf kreuzförmige Steine weitgehend verzichteten und stattdessen geschrägt liegende rechteckige oder quadratische Grabplatten verwendeten, die an Gedenksteine in einer Kirchengruft erinnern. Danach ist eine Annäherung an tradierte Formen, etwa in der Verwendung von aufrechten klassizistischen Stelen und Obelisken feststellbar.
Bildliche Darstellungen von Heiligen sind seltener als in der katholischen Grabkultur. Die Darstellung von Wappen, Hausmarken, beruflichen Symbolen oder Bildmetaphern für Tod, Vergänglichkeit und Auferstehung wie Gerippe, Sensenmann, Schädel oder Engel ist dagegen häufig anzutreffen, wobei der religiöse Bezug durch Bibelzitate unterstrichen wird.